# Cyclosa pedropalo
Cyclosa pedropalo Levi, 1999 è un ragno appartenente alla famiglia Araneidae.

## Etimologia
Il nome della specie è riferito allo stagno colombiano di Pedro Palo, dove sono stati rinvenuti gli esemplari

## Caratteristiche
L'olotipo femminile ha dimensioni: cefalotorace lungo 1,9 mm, largo 1,2 mm; opistosoma lungo 4,1 mm.

## Distribuzione
La specie è stata reperita nella Colombia centrale: a Pedro Palo, piccolo stagno a 2000 metri di altitudine, nei pressi della cittadina di La Mesa, 50 km ad ovest di Bogotà, appartenente al dipartimento di Cundinamarca.

## Tassonomia
Al 2013 non sono note sottospecie e dal 1999 non sono stati esaminati nuovi esemplari.